# التهاب الدماغ التالي للتطعيم
التهاب الدماغ الذي يلي التطعيم هو أحد مضاعفات مطعوم فايروس الوقس الذي حدث أثناء الحملة العالمية لاستئصال الجدري. والذي أدى إلى وفيات بمعدل يتراوح ما بين 25 - 30٪ وآثارجانبية لمدى الحياة بمعدل بين 16 - 30٪، وقد كان من أشد المضاعفات المرتبطة بهذا المطعوم. كما أن السبب الرئيسي وراء حدوثه غير معروف إلى الآن.

## العلامات والأعراض
تبدأ أعراض «التهاب الدماغ بعد التطعيم» بالظهور بين اليوم الثامن والرابع عشر بعد التطعيم، من بين الأعراض الأولى: الحمى والصداع والارتباك والغثيان. ومع مرور الوقت: الخمول والنوبات واختلال الذاكرة على المدى القصير والطويل والشلل الموضعي والشلل النصفي والتهاب الأعصاب والتشنجات. في الحالات القصوى: يمكن أن يؤدي «التهاب الدماغ بعد التطعيم» إلى الغيبوبة والموت.
من بين الأشكال العديدة لالتهاب الدماغ الفيروسي داء الكلب وشلل الأطفال ونوعين ينتقلان عن طريق البعوض: التهاب الدماغ الخيلي بأشكاله المختلفة والتهاب الدماغ بسانت لويس. ظهر النوعان الأخيران في شكل وبائي في الولايات المتحدة وتميزت الأعراض بارتفاع درجة الحرارة وغيبوبة طويلة الأمد (وهي المسؤولة عن المرض المعروف باسم «مرض النوم»)، والتشنجات التي يتبعها الموت في بعض الأحيان. يُعرف التهاب الدماغ الذي ينتج عن مضاعفات عدوى جهازية أخرى باسم التهاب الدماغ المصاحب للعدوى ويمكن أن يتبع أمراضًا مثل الحصبة والإنفلونزا والحمى القرمزية. كما يصيب فيروس الإيدز الدماغ وينتج الخرف بنمط تدريجي متوقع. على الرغم من عدم وجود علاج يمكن فيه القضاء على الفيروس بعد الإصابة بالمرض، يمكننا منع العديد من أنواع التهاب الدماغ عن طريق التطعيم.

## علم الأنسجة
لا توجد آفات الالتهاب اللاستيرويدية في الدماغ فقط ولكن في الحبل الشوكي أيضا. وقد تكون الآفات موحدة في مرحلة حادة أو منشورة في مرحلة فرعية. وعلى عكس حالات التهاب الدماغ اللمفاوي، يوجد الضرر الرئيسي في مادة الدماغ البيضاء. يتم اختراق السحايا بالخلايا التائية والخلايا البلازمية والخلايا البلعمية. تم العثور على الخلايا متعددة الأشكال فقط في الآفات الشديدة. بصرف النظر عن الارتشاح الخلوي في الفضاء المحيط بالأوعية الدموية، هناك خلل في الأنسجة في المساحات القريبة من الأوعية الدموية التالفة. تم العثور على نوى صغيرة متراكمة في أماكن مثل هذا الندرة. لوحظ أيضًا إزالة الميالين القوية مع التصفية السريعة للميالين المتحلل في حالات «التهاب الدماغ بعد للتطعيم». يؤدي تلف الأنسجة إلى نخر في النهاية.

## العلاج
تم إعطاء اللقاح المناعي للمرضى الذين يعانون من «التهاب الدماغ بعد التطعيم». ولكن لوحظ أن تأثيره كان فقط في حالة اعطاؤه قبل الإصاب ب «التهاب الدماغ بعد التطعيم». لهذا السبب تم إعطاء علاج داعم فقط للمرضى المصابين ب«التهاب الدماغ بعد التطعيم» لتخفيف الأعراض.

## الانتشار
كان للتطعيم بفيروس الوقس العديد من الآثار العكسية السيئة -بعضها قاتل-. عدد الوفيات المقبولة عمومًا بعد التطعيم بلقاح حي هو واحد لكل مليون لقاح. لكن خلال حملة الاستئصال: تم استخدام أكثر من سلالة واحدة من اللقاحات، وقد اختلفت هذه السلالات بشكل كبير في إحداث أحداث سلبية.
كان معدل حدوث «التهاب الدماغ بعد التطعيم» بين 44.9 حالة لكل مليون لقاح بسلالة Bern المستخدمة في أوروبا الغربية إلى 2.9 حالة لكل مليون لقاح بسلالة NYCBH المستخدمة في الولايات المتحدة. كما اختلف عدد الوفيات المرتبطة مباشرة بـ «التهاب الدماغ بعد التطعيم» من سلالة إلى سلالة، مع 11 حالة وفاة لكل مليون لقاح مع سلالة Bern إلى 1.2 حالة وفاة لكل مليون لقاح بسلالة NYCBH. كما يعتمد حدوث «التهاب الدماغ بعد التطعيم» أيضًا على عمر الشخص الذي تم تطعيمه. لذلك تم استبعاد الأطفال أقل من عمر السنة واحد في الولايات المتحدة، وفي أوروبا تم استبعاد الأطفال لغاية عمر الثلاث سنوات.

## التاريخ
تمت ملاحظة المضاعفات في الجهاز العصبي المركزي بعد التطعيم ضد الجدري لأول مرة بعد بدء التطعيم مباشرة. كانت أول حالة تم تشخيصها من «التهاب الدماغ بعد التطعيم» في عام 1905.
في أوقات حملة استئصال الجدري، عندما كان «التهاب الدماغ بعد التطعيم» مشكلة خطيرة، لم تكن هناك أدوات متاحة لتحديد آلية المناعة ضد «التهاب الدماغ بعد للتطعيم»، بالنظر إلى حقيقة أن لقاحات الجدري الحديثة أكثر أمانًا ويتم تلقيح الأفراد المختارين فقط، لم يعد «التهاب الدماغ بعد للتطعيم» في مركز الاهتمام. مع ذلك، لتشابهه مع التهاب الدماغ والنخاع الحاد المنتشر، والذي يعد أيضاً رد فعل سلبي بعد التطعيم، (لوحظ على سبيل المثال بعد التطعيم ضد فيروس التهاب الكبد A أو B)، يعتبر «التهاب الدماغ بعد للتطعيم» من طبيعة المناعة الذاتية. لا يوجد دليل نهائي على حدوث «التهاب الدماغ بعد التطعيم» مباشرة عن طريق تكاثر فيروس الوقس في الأنسجة العصبية.

## روابط خارجية
برنامج استئصال الجدري (1966-1980)